# Bandera County
Bandera County er et county i den amerikanske delstat Texas. Amtet ligger i den centrale del af delstaten og grænser op til Kerr County i nord, Kendall County i nordøst, Bexar County i sydøst, Medina County i syd, Uvalde County i sydvest og mod Real County i vest.
Bandera Countys totale areal er 2.066 km² hvoraf 15 km² er vand. I 2000 havde amtet 17.645 indbyggere og administrationscenteret ligger i byen Bandera. Amtet har fået sit navn af det spanske ord for flag.
29°44′N 99°14′V / 29.74°N 99.23°V